# Bazilika sv. Antuna Padovanskog u Zagrebu

Svetište sv. Antuna Padovanskoga u Zagrebu je katoličko svetište, župna crkva i bazilika te samostanska crkva franjevaca konventualaca na zagrebačkome Svetom Duhu posvećeno sv. Antunu Padovanskom. Građeno je od 1931. do 1934. prema nacrtu Jurja Denzlera, u bazilično-monumentalnu stilu. Blagoslovljeno je 1934., a posvećeno 1984. Od 2022. nosi naslov manje bazilike.

## Povijest
Izgradnja je započela 1931., na sedamostogodišnjicu smrti sv. Antuna, a dovršena je 1934. Župa je utemeljena 1. siječnja 1932. Crkvu je blagoslovio zagrebački nadbiskup Antun Bauer 8. prosinca 1934. Prvu svetu misu istoga dana slavio je Alojzije Stepinac. Stepinac je 12. rujna 1943. kao nadbiskup posvetio glavni oltar crkve.
Od 1929. do 1945. samostan je izdavao list Svetište sv. Antuna, čiji je nasljednik Veritas.
Unutarnjost crkve dovršena je 1984. Crkvu je 24. studenoga 1984. posvetio kardinal Franjo Kuharić.
Od 1995. u crkvi se moli pobožnost Trinaest utoraka svetom Antunu, prije Antunova.
O stogodišnjici dolaska konventualaca na Sveti Duh i devedesetgodišnjici početka gradnje crkve 2021., predana je molba za proglašenje manjom bazilikom te je apostolski nuncij Giorgio Lingua kolaudirao i blagoslovio orgulje tvrtke Škrabl (s 41 registrom, tri manuala i pedalima). Na blagdan Rana sv. Franje kardinal Josip Bozanić uručio je provincijalu fra Miljenku Hontiću Dekret o proglašenju bazilikom (De Titulo Basilicae Minoris), dok je svečanost proglašenja održana na svetkovinu Bezgrješnoga začeća Marijina, 8. prosinca 2022.
O proglašenju bazilikom nadbiskup Bozanić proglasio je posebne dane za dobivanje potpunoga oprosta u crkvi: 24. studenoga (Dan povete bazilike), 8. prosinca (Bezgrešno začeće), 13. lipnja (Antunovo), 29. lipnja (svetkovina sv. Petra i Pavla) i 8. kolovoza (godišnjica udjelbe naslova manje bezilike).

## Arhitektura i umjetnost
Crkva je trobrodna, visoka 18, široka 25, a dugačka 45 m. Nad trostukim hrastovim vratima stoji rozeta, a na pobočnim lađama izvana nalaze se nizovi pravokutnih prozora. Dva prozora, po jedan sa svake strane prezbiterija, urešeni su vitrajima s prikazom sv. Antuna. Pobočne lađe za metar su niže od središnje (s prezbiterijem) i od nje su odijeljene nizovima stupova visokih 14 m. Prvotni nacrt prezbiterija izradio je Vladimir Potočnjak. Kameni oltar izrađen je prema nacrtu Bernarda Bernardija.
Nakon unutarnje obnove crkve 2007. započeta je gradnja zvonika, predviđena i u prvotnim nacrtima. Završen je 2008., a 2009. u njega su postavljena i blagoslovljena tri crkvena zvona.
Pozlaćena vratašca svetohraništa izradio je Kosta Angeli Radovani. Tabernakul je natkriven baldahinom - ciborijem, koji nose stupovi visoki 5 m. Unutarnja ploha urešena je mozaikom starokršćanskih simbola. Klupe i ispovjedaonice od hrastovine postavljene su u crkvu koncem 1941. Postavljeno je 36 klupa, prema godinama sv. Antuna. Reljefi s kršćanskim simbolima na klupama djelo su Radoja Hudoklina, kao i rezbarije na ispovjedaonicama.
Poliptih Ljube Babića, visok 2,8, a širok 3 m, prikazuje sv. Antuna s Evanđeljem i njegova čuda. 2017. poliptih je kao oltarnu sliku zamijenila freska Tihomira Lončara, koji je oslikao i pokrajnje oltare. Fresku je 24. studenoga 2017. blagoslovio požeški biskup Antun Škvorčević. Pokraj obaju ambona stoje kipovi Raspetoga Krista sa sv. Franjom i Blažene Djevice Marije Vladimira Radasa. 
Na mjestima pokrajnjih oltara nalaze se slike Tihomira Lončara koje prikazuju Srce Isusovo, sv. Nikolu Tavelića, sv. Leopolda Mandića, sv. Maksimilijana Kolbea i svetu Obitelj. Na pročelju crkve, podno rozete, je brončani kip sv. Antuna, rad Krune Bošnjaka. Kip Isusa pod teretom križa u predvorju crkve i dva reljefa sv. Antuna izradio je Juraj Škarpe. Na blagdan Krštenja Gospodinova 2016. blagoslovljena je krstionica, djelo Hrvoja Ljubića. Na godišnjicu posvete crkve 2019. postavljena su u predvorju poprsja Alojzija Stepinca i Franje Kuharića, rad Vida Vučaka.
U svetištu se čuvaju zavjetni kalež sv. Antuna, procesijski i oltarni križ, djela Hrvoja Ljubića. Grb svetišta izradio je Željko Helmer.

## Župa
U župi djeluju župni Caritas, Pučka kuhinja sv. Antuna i Galerija sv. Antuna, više molitvenih zajednica, desetak pjevačkih zborova (uz njih i Ansambl Kolbe i klapa „Antonius”), Franjevački svjetovni red, Frama, Vojska Bezgrješne, Bratstvo sv. Franje, Udruga bl. Alojzije Stepinac i dr. te župno savjetovalište s psiholozima, psihoterapeutima, pravnicima (civilnim i kanonskim) te ekonomistima.

## Galerija
- Ulaz i pročelje
- Unutrašnjost bazilike
- Oltar
- Skulptura sv. Antuna, na ulazu
- Unutrašnjost, Ploča s informacija o izgradnji, blagoslovu i arhitekturi
- Kor
- Skulptura
- Pogled s oltara prema izlazu

## Vanjske poveznice
- Službene stranice župe i svetišta